# Мінаков Олександр Григорович
Олександр Григорович Мінаков (14 липня 1904, місто Мелітополь Таврійської губернії, тепер Запорізької області — ?) — український радянський державний діяч, голова виконкому Запорізької міської ради, заступник голови Запорізького облвиконкому.

## Життєпис
Народився у багатодітній родині робітника-муляра. У 1913—1916 роках — учень Мелітопольського чотирьохкласного міського училища. У 1917—1921 роках — учень Мелітопольського вищого початкового училища.
У червні 1921 — квітні 1924 року — муляр Мелітопольського міського відділу комунального господарства. У 1924 року вступив до комсомолу.
У квітні 1924 — липні 1927 року — секретар Мелітопольського окружного відділу профспілки будівельних робітників. У 1925 році закінчив вечірню радянсько-партійну школу в Мелітополі, пропагандист.
У липні 1927 — лютому 1933 року — завідувач ТЛБ, завідувач виробничо-технічного відділу, заступник начальника, начальник контори «Комунбуд» у Мелітополі. У 1931 році закінчив вечірній будівельний технікум, технік-начальник будівельних робіт.
У лютому — липні 1933 року — начальник будівництва консервного заводу «Південпостачбуд» у Мелітополі.
У липні 1933 — березні 1934 року — заступник голови Мелітопольської міської ради Дніпропетровської області та завідувач Мелітопольського міського відділу комунального господарства.
У березні 1934 — березні 1935 року — начальник будівництва консервного заводу «Південпостачбуд» у Мелітополі. У березні — вересні 1935 року — начальник будівництва паротурбінної електростанції у Мелітополі.
У вересні 1935 — грудні 1937 року — заступник голови Мелітопольської міської ради та завідувач Мелітопольського міського відділу комунального господарства.
Член ВКП(б) з червня 1937 року.
У грудні 1937 — грудні 1939 року — голова Мелітопольської міської ради Дніпропетровської області.
7 січня 1940 — жовтень 1941 року — заступник голови виконавчого комітету Запорізької обласної ради депутатів трудящих.
Під час німецько-радянської війни у січні — грудні 1942 року — слухач Української школи партизанського руху (Південний фронт).
У січні — лютому 1943 року — заступник голови виконавчого комітету Читинської обласної ради депутатів трудящих.
У березні — травні 1943 року — у розпорядженні ЦК КП(б)У. У червні — вересні 1943 року — уповноважений оперативної групи Військової рада 4-го Українського фронту.
24 листопада 1943 — 14 березня 1951 року — 1-й заступник голови виконавчого комітету Запорізької обласної ради депутатів трудящих.
29 травня 1951 — 11 березня 1953 року — голова виконавчого комітету Запорізької міської ради депутатів трудящих.

## Нагороди
- орден «Знак Пошани» (23.01.1948)
- ордени
- медалі